# دهه ۱۵۹۰ (میلادی)
دهه ۱۵۹۰ (میلادی) صد و پنجاه و نهمین دهه تقویم میلادی است.

## درگذشتگان
‎